# Sociedades de Alto QI
Sociedades de Alto QI são organizações que permitem a entrada apenas de membros que atinjam um alto percentual pré-determinado em testes que meçam o quociente de inteligência.

## Requisitos de acesso
As diferentes sociedades aceitam métodos de entrada diversos. Enquanto algumas aplicam apenas testes padronizados como Raven Matrizes Avançadas e WAIS, outras possuem como critério a aplicação de testes desenvolvidos por membros e/ou fundadores, não validados por psicólogos.
A maior pontuação padrão mensurada para a maioria dos testes de QI é de 160, sendo este aproximadamente o percentil 99.997% (deixando de lado questões referentes a erros de medida). Escores de QI acima deste nível são duvidosos tendo em vista a falta de casos para basear estatisticamente uma medição adequada. Escores altos de QI são menos confiáveis do que as pontuações de QI mais próximas à mediana da população.

## Algumas sociedades
Os critérios de entrada para as sociedades de QI variam consideravelmente de acordo com os tipos de testes aceitos (por exemplo, se os testes priorizam habilidades numéricas, espaciais, ou verbais, ou ainda se possuem validação por psicólogos de sua eficácia) e qual o percentil a atingir para obter a entrada.
Algumas sociedades, incluindo as sociedades amplamente conhecidas, como a Mensa ou Intertel, aceitam resultados de alguns testes padronizados aplicados em outras ocasiões ou por outras entidades. Estão listadas abaixo algumas sociedades de Alto QI por percentil de selectividade (assumindo que o QI mediano seja de 100 e um desvio padrão seja equivalente a 15 pontos de QI).

#### Mensa International- Cerca de 110 mil membros de 100 países:[3]
- Top 2 por cento da população (percentil 98; 1 pessoa em 50; QI cerca de 130);

#### Intertel- Cerca de 1500 membros de 30 países:[4]
- Top 1 por cento da população (percentil 99; 1 pessoa em 100; QI cerca de 135);

#### Triple Nine Society- Cerca de 1450 membros de 40 países:[5]
- Top 0,1 por cento da população (percentil 99.9%; 1 pessoa em 1000; QI cerca de 146);

#### Prometheus Society- Cerca de 120 membros:[6]
- Top 0,003 por cento da população (percentil 99.997%; 1 pessoa em 30.000; QI cerca de 160);

#### Mega Society- Cerca de 26 membros:[7]
- Top 0,0001 por cento da população (percentil 99,9999%; mensuração não confiável com os testes atuais).